# Chemiosmotická teorie
Chemiosmotická teorie vysvětluje syntézu ATP z ADP a Pi (zbytek kyseliny fosforečné) při vyrovnávání protonového gradientu – rozdílu koncentrací vodíkových kationtů H+, který vzniká při fotosyntéze (mezi stromatem a dutinou thylakoidu) a při buněčném dýchání. Vyrovnávání rozdílu probíhá pomocí ATP syntázy a pohání fosforylaci ADP na ATP, což je vlastně obrácení mechanismu protonové pumpy.